# Ajn Smara
Ajn Smara – miasto w Algierii, w wilajecie Konstantyna. Liczy 28 968 mieszkańców i zajmuje powierzchnię 175 km².